# Little Boots
Little Boots (născută Victoria Christina Hesketh pe n. 4 mai 1984, Blackpool, Anglia, Regatul Unit) este o cantautoare și pianistă engleză care a câștigat notorietate în anul 2009, odată cu lansarea albumului său de debut. Intitulat Hands, materialul electropop s-a bucurat de succes comercial, fiind vândut în peste 100.000 de exemplare în Regatul Unit.